# Leptotes pyrczi
Leptotes pyrczi is een vlinder uit de familie van de Lycaenidae. Deze soort is voor het eerst wetenschappelijk beschreven door Michel Libert in een publicatie uit 2011.
De soort komt voor in Sao Tomé en Principe.